# Котлярка (Мазовецьке воєводство)
Котлярка (пол. Kotlarka) — село в Польщі, у гміні Ілжа Радомського повіту Мазовецького воєводства.
Населення — 260 осіб (2011).
У 1975-1998 роках село належало до Радомського воєводства.

## Демографія
Демографічна структура станом на 31 березня 2011 року:
|          | Загалом | Допрацездатний вік | Працездатний вік | Постпрацездатний вік |
| -------- | ------- | ------------------ | ---------------- | -------------------- |
| Чоловіки | 134     | 29                 | 89               | 16                   |
| Жінки    | 126     | 21                 | 72               | 33                   |
| Разом    | 260     | 50                 | 161              | 49                   |